# والری پاکنر
والری پاکنر (انگلیسی: Valerie Pachner؛ زادهٔ ۲۶ ژوئن ۱۹۸۷) هنرپیشه اهل اتریش است.